# Излазак у отворени свемир
Излазак у отворени свемир је било која активност коју спроводе космонаути или астронаути ван своје свемирске летелице, изван граница Земљине атмосфере. Овај термин се најчешће односи на шетњу свемиром (енгл. spacewalk) која се спроводи изван летелице у ниској Земљиној орбити (попут Међународне свемирске станице), али се користио и током истраживања површине Месеца – шетња површином Месеца (енгл. moonwalk), која су спровели астронаути пројекта Аполо између 1969. и 1972. године. Најчешће се користи акроним ЕВА (од енглеске скраћенице EVA (extra-vehicular activity)), што би у преводу значило активности изван свемирског брода. Током последње три мисије пројекта Аполо спроведене су за сада једине EVA у дубоком свемиру. Током повратног пута са Месеца на Земљу, астронаути су излазили у свемир како би покупили канистере са филмом који су се налазили на спољашњем делу летелице. Астронаути су такође вршили EVA како би извршили поправке станице Скајлаб, док су космонаути вршили поправке на станици Мир након штете коју је нанела летелица Прогрес.
Русија, САД и Кина су за сада једине државе које су успешно спровеле излазак у отворени свемир.

## Историја
Инжењери агенције НАСА сковали су тремин extravehicular activity, од чега је и настала скраћеница EVA, а што би у буквалном преводу значило активности изван свемирског брода, раних 1960-их приликом планирања мисија на Месец пројекта Аполо, јер ће астронаути током ових мисија излазити из својих летелица да прикупе узорке тла и расклопе научне експерименте. Да би испунили овај као и друге циљеве постављене за мисије Аполо, стартован је пројекат Џемини који је за циљ имао да се спроведу активности изван летелице са више чланова посаде и да се њима добро овлада пре него што се крене ка Месецу. Међутим, Совјетски Савез био је такмичарски настројен, и желео је да задржи водећу улогу у истраживању свемира са људском посадом у тим пионирским данима, тако да је совјетска Комунистичка партија, вођена Никитом Хрушчовим, наредила да се капсула Восток која је могла да прими само једног космонаута развије у капсулу за два или три члана посаде под називом Восход, како би могли да остану испред САД који је развијао капсуле Џемини и Аполо. СССР је успео да лансира две капсуле Восход пре него што су Американци успели да лансирају прву капсулу пројекта Џемини са људском посадом.
Авионика капсуле Восход хладила се протоком ваздуха из кабине како се не би прегрејала, тако да је овој капсули била потребна хипобарична комора кроз коју би космонаути прошли при изласку у отворени свемир, а затим и при повратку, како би унутрашњост капсуле остала под притиском и како не би дошло до проблема са авиоником. Супротно овом решењу, капсуле Џемини имале су авионику која се није хладила ваздухом, тако да су амерички астронаути могли да изађу у свемир кроз поклопац капсуле кроз који излазе и након повратка на Земљу, с тим што би прво притисак у унутрашњости свели на нулу (вакуум), а након тога отворили поклопац. Због овако различитих техничких решења, совјетски и амерички свемирски програми имају различито тумачење трајања свемирске шетње. Совјетска (сада руска) дефиниција каже да је шетња свемиром почела када се отвори поклопац хипобаричне коморе који води у свемир и када космонаут изађе у вакуум, а завршава када се космонаути врате у комору и затворе поклопац. Америчка дефиниција билс је другачија, и шетња свемиром почиње оног тренутка када се глава астронаута „помоли“ изван капсуле. Ова дефиниција се променила од тог времена, јер су и америчке летелице почеле да користе хипобаричне коморе, али је дефиниција опет другачија од руске – шетња почиње оног тренутка када астронаути своја свемирска одела пребаце са напајања станице (или неке друге свемирске летелице из које се изводи EVA) на унутрашње напајање одела, а завршава се када се одела поново пребаце на напајање станице.
Совјети су поново запањили свет, као са првим вештачким сателитом и првим човеком у орбити пре тога, када је Алексеј Леонов спровео први излазак у отворени свемир, 18. марта 1965. године, из капсуле Восход 2 у трајању од 12 минута. Једини начин да Леонов контролише своје кретање (лебдење) у вакууму свемира био је да привлачи или отпушта црево дуго 15,5 m којим је био повезан са капсулом и кроз које је текао ваздух до његовог одела, напајало га и служило је као сигурносно уже. По повратку на Земљу, Леонов је тврдио да је ово било лако, међутим, његово свемирско одело се поприлично надувало због разлике у притиску између унутрашњости одела и вакуума који влада у свемиру, у тој мери да он није могао да притисне окидач камере монтиране на његовим грудима.
На крају шетње, овај проблем постао је критичан. Леонов је морао да се врати у капсулу кроз хипобаричну комору направљену од такнине, пречника 1,21 m и дужине 2,51 m. На крају шетње, кренуо је да улази у комору наопако, прво главом уместо прво ногама, тако да се попречио унутар коморе и заглавио. Пошто није могао даље да уђе у комору, морао је да испусти ваздух из свог одела и тиме смањи притисак, а тиме и дебљину одела, чиме је ризиковао да задобије декомпресиону болест. Овим се његов боравак у вакууму свемира продужио за додатних 12 минута, а Леонов се од напора толико заморио да му је температура порасла на 38,8°. Совејти су следећу шетњу свемиру спровели тек четири године након изласка у свемир Алексеја Леонова. У саопштењима новинарима наведено је да се Леонов кретао лагано, без потешкоћа, у бестежинском стању, и сви проблеми око прве шетње свемиром остали су најстрожа тајна све до краја Хладног рата.
- На сајту Јутјуб постоји снимак шетње Алексеја Леонова, у боји: Rare COLOR footage of first spacewalk, Alexei Leonov, 1965

Први амерички излазак у отворени свемир спровео је астронаут Едвард Вајт, 3. јуна 1965. године. Он је у свемир изашао из друге капсуле пројекта Џемини која је лансирана са људском посадом, Џемини 4, а шетња је трајала 21 минут. Вајт је са капсулом био повезан цревом, налик оном које је користио Леонов, дужине 7,6 m. Вајт је први користио ручни уређај за маневрисање (енгл. Hand-Held Maneuvering Unit), којим је могао да контролише своју оријентаицију и кретање, мада је уређај имао довољно гаса за само 20 секунди потиска. Вајт је изјавио да је црево било корисно за одржавање удаљености између њега и капсуле, али није било корисно за кретање у простору и оријентацију, супротно изјавама Леонова. Међутим, ни ова шетња свемиром није прошла без проблема. Квар на механизму за закључавање поклопца капсуле условио је да се поклопац тешко отвара и затвара, што је одложило почетак шетње и постојала је опасност да се Ед Вајт и његов колега Џејмс Мекдивит не врате на Земљу живи.
- На сајту Јутјуб постоји документарац о првој америчкој шетњи свемиром: First US Spacewalk: "The Four Days of Gemini 4" 1965 NASA 1st American EVA

У наредне три мисије пројекта Џемини није било излазака у отворени свемир. Следећа шетња била је планирана за мисију Џемини 8, у којој би астронаут Дејвид Скот изашао у свемир, али је она отказана јер је дошло до великих проблема са капсулом којом су летели. Астронаути агенције НАСА – Џин Сернан, Мајкл Колинс и Ричард Гордон, су у наредна три лета пројекта Џемини спровели неколико свемирских шетњи, али нико од њих није успешно обавио постављене задатке, и сви су се у капсуле вратили преморени и са повишеном телесном температуром.
Међутим, након почетних неуспеха, 13. новембра 1966. године током мисије Џемини 12 (уједно и последње мисије пројекта Џемини), астронаут Едвин „Баз“ Олдрин први је спровео успешан излазак у отворени свемир јер је све задатке испунио без замарања. Олдрин је у свемиру том приликом провео 2 сата и 6 минута, а претходно је током две „стојеће“ шетње које је провео вирећи кроз врата капсуле у свемиру провео додатних 3 сата и 24 минута. За разлику од колега који су били неуспешни у мисијама пре њега, Баз је све радио лагано, спорим темпом, од најмањих ствари попут фотографисања па све до кретања по спољашњости капсуле. Његови претходници су се трудили да контролишу сваки покрет, па су морали да улажу огроман труд само да би лебдели у месту, и чинили су нагле покрете због којих су опет морали да врше корекције да би се зауставили, и тако је долазило до премора и прегревања. С друге стране, Баз је чинио благе покрете, и трудио се да се што мање опире при кретању, тако да је стварао врло мали импулс и без потешкоћа је могао да се заустави када је желео. Пре мисије, Олдрин, који се у слободно време бавио роњењем, је предложио да се током припрема на Земљи за излазак у отворени свемир као симулација користи базен. У базену су астронаути могли да искусе услове сличне онима који владају у стању нулте гравитације, комбинацијом тегова и кеса са ваздухом чиме се њихова маса у води сводила скоро на нулу. Од тада па до данас се као припрема пред свемирске летове за симулацију шетње свемиром користи подводни тренинг, у великим базенима који најчешће поседују макете свемирских летелица на којима ће астронаути радити (сателита, свемирских сонди или делова свемирске станице). Тиме се смањује на минимум замор мишића код астронаута, а у исто време се постиже максимална ефикасност.
- На сајту Јутјуб постоји документарац целој мисији Џемини 12: First US Spacewalk: "Gemini XII Mission 1966 NASA (Gemini 12) Jim Lovell & Buzz Aldrin

Совјетски Савез је 16. јануара 1969. године спровео прву успешну размену посаде путем шетње свемиром из једне у другу капсулу, када су космонаути Алексеј Јелисејев и Јевгениј Крунов прешли из капсуле Сојуз 5 у капсулу Сојуз 4 док су оне биле спојене у орбити. Ово је била друга шетња свемиром космонаута Совјетског Савеза, и након ње прошло је пуних девет година пре него што су совјетски космонаути по трећи пут изашли у отворени свемир.
- На сајту Јутјуб постоји документарац на руском језику о овој мисији: Союз-4 и Союз-5 (1969)

Прву шетњу по површини Месеца спровели су амерички астронаути Нил Армстронг и Баз Олдрин 21. јула 1969. године, након што су се на површину спустили лунарним лендером мисије Аполо 11. Том приликом Армстронг је изговорио реченицу: „Ово је мали корак за човека, али велики за човечанство“. Прва шетња Месецом трајала је 2 сата и 31 минут и 40 секунди. Укупно је спроведено 15 шетњи по површини Месеца током шест мисија пројекта Аполо. Астронаути који су у њима учествовали су: Чарлс „Пит“ Конрад, Алан Бин, Алан Шепард, Едгар Мичел, Дејвид Скот, Џејмс Ирвин, Џон Јанг, Чарлс Дјук, Џин Сернан и др Харисон „Џек“ Шмит. Они су за сада једини људи који су ногом крочили на Месец. Џин Сернан је последњи подигао ногу са површине, на крају мисије Аполо 17, и притом рекао контроли мисије:„Бобе, овде Џин, ја сам на површини; и, док дижем последњи корак човека са површине, идући кући на неко време – али ми се надамо на не тако дуго – желео бих само да кажем шта мислим да ће остати записано у историји. Да је амерички изазов данашњице сковао човекову историју у будућности. И, док напуштамо Месец код места Taurus–Littrow, одлазимо онако како смо и дошли и како ћемо се, уз Божију помоћ, једног дана и вратити, са миром и надом за цело човечанство. Срећно посади Апола 17.“
- На сајту Јутјуб постоји цео снимак прве шетње по површини Месеца у HD резолуцији који је објавила агенција НАСА – Restored Apollo 11 EVA.

Прву шетњу у дубоком свемиру сповео је 5. августа 1971. године амерички астронаут Ал Ворден, када је при повратку из Месечеве орбите ка Земљи мисије Аполо 15 изашао у свемир да покупи канистере са филмом. Вордену је подршка био Џејмс Ирвин, који је тада извео „стојећу“ EVA у отвору сервисног модула. Исту процедуру поновили су астронаути Кет Метингли и Чарлс Дјук током Апола 16, а након њих Роналд Еванс и Харисон Шмит током повратка Апола 17.
Прву шетњу ради поправке летелице спровели су Пит Конрад, Џозеф Кервин и Пол Вајс 26. маја, 7. јуна и 19. јуна, током мисије Скајлаб 2. Током ових излазака у отворени свемир, астронаути су радећи у пару успели да оспособе свемирску станицу Скајлаб која је оштећена приликом лансирања – отворили су соларни панел који је био заглављен, поставили су изолациони застор који ће штитити станицу од јаких Сунчевих зрака како се не би прегревала и поправили заглављени прекидач. Током мисије Скајлаб 2 спроведене су три шетње, док је током три експедиције на ову станицу спроведено укупно десет излазака у отворени свемир. Током тих шетњи, астронаути су приметили да им је у просеку потребно два и по пута више времена да одраде посао у односу на време које би потрошили на Земљи, углавном зато што су многи астронаути обољевали од космичке болести на почетку мисије.
- Видео доступан на сајту Јутјуб о поправци станице Скајлаб: Skylab 2 Part 9 Evening News Reports.

По завршетку мисија на свемирској станици Скајлаб, амерички астронаути нису излазили у отворени свемир све до увођења у употребу спејс-шатла почетком 1980-их. У овом периоду, совјети су наставили са свемирским шетњама, и спровели су укупно четири шетње са станица Саљут 6 и Саљут 7 између 20. децембра 1977. и 30. јула 1982. године.
Када су амерички астронаути поново почели да шетају свемиром, 7. априла 1983. године, у употребу су ушла и нова свемирска одела која су имала независно напајање и систем одржавања услова за живот (ваздушног притиска, температуре, влажности и нивоа угљен-диоксида), а која су добила назив Extravehicular Mobility Unit или скраћено EMU. Ова одела се и данас користе, мада су током година добила разне модификације и унапређења.

## Прекретнице

#### Способности
- Прва шетња без везе са летелицом догодила се 7. фебруара 1984. године, кад је амерички астронаут Брус Макендлес током мисије шатла СТС-41-B изашао у отворени свемир у новом америчком свемирском оделу. Убрзо затим му се придружио и астронаут Роберт Стјуарт, и обојица су у вакууму свемира провели 5 сати и 55 минута. Први самоодрживи излазак у отворени свемир покушао је Џин Сернан током мисије Џемини 9А, али је био неуспешан јер се Сернан превише заморио.
- Први браварски радови у отвореном свемиру – варење и лемљење, спроведени су 25. јула 1984. године од стране совјетских космонаута Светлане Савицке и Владимира Џанибекова. Како би се ове радње успешно спровеле у вакууму свемира, наменски је пројекатован алат који су космонаути користили. Радили су изван станице Саљут 7 током 3 сата и 35 минута, након чега су се успешно вратили у хипобаричну комору.[8][9][10]
- Прва трочлана свемирска шетња спроведена је 13. маја 1992. године, као трећа у низу мисије СТС-49, првог лета орбитера Ендевор.[11] Пјер Тоу, Ричард Хајб и Томас Ејкерс заједно су изашли у свемир како би могли ручно да ухвате неисправни сателит Intelsat VI-F3 и сместе га у теретни простор орбитера. До јануара 2015. године ово је једина шетња свемиром у којој су учествовала три космонаута.[12]
- Прва поправка спејс-шатла у орбити догодила се током изласка у отворени свемир 3. августа 2005. године. Астронаут Стив Робинсон је током ове EVA имао задатак да уклони две крхотине из топлотног штита орбитера Дискавери које су се у њега забиле приликом лансирања. Робинсон их је успешно уклонио, а све се дешавало док је орбитер био спојен са Међународном свемирском станицом. Ово је била прва мисија спејс-шатла након несреће орбитера Колумбија, који се због оштећења на топлотном штиту распао при повратку у атмосферу 2003. године.[13]
- Најдужа шетња свемиром трајала је 8 сати и 56 минута. У њој су учествовали астронаути агенције НАСА Сузан Хелмс и Џејмс Вос, 11. марта 2001. године.[14]

|  |  |

#### Рекорди у кумулативном трајању шетњи
- Рус Анатолиј Соловјов тренутно држи рекорд по броју и кумулативном трајању свемирских шетњи – 16 шетњи; 82 сата 22 минута
- Амерички рекорд тренутно држи Мајкл Лопез-Алегрија – 10 шетњи; 67 сати 40 минута
- Кристер Фуглесанг, Швеђанин, држи европски рекорд – 5 шетњи; 31 сат 55 минута[14]

#### Првенци по националној, етничкој и полној основи
- Прва жена која је шетала свемиром била је Светлана Савицка из Совјетског Савеза, 25. јула 1984. године, док је боравила на свемирској станици Саљут 7; шетња је трајала 3 сата и 35 минута, а у свемир је са њом изашао космонаут Владимир Џанибеков.
- Прва Американка која је шетала свемиром била је Кетрин Саливен, 11. октобра 1984. године, током мисије СТС-41-G спејс-шатла Чаленџер.
- Први космонаут изван САД и СССР који је шетао свемиром био је Француз Жан Луп Критијан, 9. децембра 1988. године, током свог тронедељног боравка на свемирској станици Мир.
- Први Британац који је шетао свемиром био је Мајкл Фоале, 9. фебруара 1995. године, који има двојно држављанство (САД и УК).
- Први Афроамериканац који је шетао свемиром био је Бернард Харис, 9. фебруара 1995. године, заједно са колегом, Британцем, Мајклом Фоалеом.[15]
- Први Јапанац који је шетао свемиром био је Такао Дои, 25. новембра 1997. године, током мисије спејс-шатла СТС-87.
- Прва шетња свемиром особе рођене у Аустралији догодила се 13. марта 2001. године, а у питању је астронаут Енди Томас, који је рођен у Аустралији али има америчко држављанство
- Први Канађанин који је шетао свемиром био је Крис Хедфилд, 22. априла 2001. године. Током ове шетње, Хедфилд је помогао у инсталацији роботске руке Канадарм 2 на МСС.
- Први Скандинавац који је шетао свемиром био је Кристер Фуглесанг, 12. децембра 2006. године.
- Први Кинез који је шетао свемиром био је Жаи Жиган, 27. септембра 2008. године, током мисије Шензу 7. Овим изласком у отворени свемир, који је изведен у оделима Феитан домаће производње и трајао 22 минута, Кина је постала трећа држава која је успешно спровела свемирску шетњу.[16][17]
- Први Италијан који је шетао свемиром био је Лука Пармитано, 9. јула 2013. године, током Експедиције 36 на МСС, заједно са астронаутом Крисом Касидијем.

|  |  |  |  |

## Комеморације
Прва шетња свемиром, коју је спровео Алексеј Леонов, појавила се на неколико поштанских марки земаља источног блока. Пошто фотографије и шематски прикази капсуле Восход нису били доступни јавности у то време, на поштанским маркама ова капсула је приказана по слободној процени уметника.
Пошта САД је 1967. године пустила у оптицај поштанску марку „Достигнућа у свемиру“, на којој се поред Еда Вајта види и капсула Џемини 4 у орбити око Земље.
|  |  |